# Айлеу
Айлеу (порт. Aileu) — місто на північному заході центральної частини Східного Тимору. Адміністративний центр району Айлі.
Айлеу розташоване приблизно за 30 км (по прямій) на південь від столиці країни, міста Ділі, на висоті 913 м над рівнем моря. Відстань до Ділі по автомобільній дорозі складає 47 км, що пояснюється гірським характером місцевості. Клімат — більш прохолодний, ніж на узбережжі. Населення міста за даними на 2010 рік — 2927 чоловік; населення однойменного підрайону (subdistrito) становить 20 830 осіб.